# Закон про Європейські Співтовариства 1972 року (Сполучене Королівство)
Закон про Європейські Співтовариства 1972 року (c 68), також відомий як ЗЄП 1972 року, — був актом парламенту Сполученого Королівства, який передбачав правове положення про приєднання Сполученого Королівства до трьох Європейських Співтовариств – Європейське економічне співтовариство (ЄЕС, «Спільний ринок»), Європейське співтовариство з атомної енергії (Євратом) і Європейське співтовариство вугілля та сталі (ЄОВС, яке припинило існування в 2002 році); ЄЕС і ЄСВС згодом стали Європейським Союзом. Закон також включив право Співтовариства (пізніше право Європейського Союзу) у внутрішнє законодавство Сполученого Королівства та його acquis communautaire, його договори, регламенти та директиви разом із рішеннями Європейського суду та Митного союзу Співтовариства, Спільної сільськогосподарської політики (CAP) і Спільної рибальської політики (FCP).
Договір про приєднання був підписаний тодішнім консервативним прем’єр-міністром Едвардом Гітом і тодішнім президентом Європейської комісії Франко Марією Мальфатті в Брюсселі 22 січня 1972 року; приєднання Сполученого Королівства до Співтовариств як країни-члена було згодом ратифіковано за допомогою Закону, який набув повної юридичної сили з 1 січня 1973 року.
Відповідно до Закону, право Співтовариства (згодом право Європейського Союзу) стало обов’язковим для всіх законів, прийнятих парламентом Сполученого Королівства (а також для децентралізованих адміністрацій Сполученого Королівства — Асамблеї Північної Ірландії, парламенту Шотландії та парламенту Уельсу (Сенедд Кімру), хоча жоден із них заклади, що існували на момент ухвалення Закону). Це був найважливіший конституційний статут, прийнятий урядом Гіта в 1970–1974 роках, і один із найважливіших конституційних актів Сполученого Королівства, коли-небудь прийнятих парламентом Сполученого Королівства.
На момент скасування Акт був суттєво змінений у порівнянні з його початковою формою, включаючи зміни, внесені Єдиним європейським актом, Маастрихтським договором, Амстердамським договором, Ніццьким договором і Лісабонським договором.
13 липня 2017 року тодішній міністр з питань Brexit Девід Девіс представив парламенту те, що стало Актом про вихід з Європейського Союзу (вихід), який передбачав скасування Акту 1972 року про «день виходу», який був визначений 29 березня 2019 року. 11 вечора (за лондонським часом, GMT), але пізніше рішенням ЄС було перенесено спочатку на 22 травня 2019 року або 12 квітня 2019 року, потім на 31 жовтня 2019 року, а потім знову на 31 січня 2020 року.
Закон було скасовано 31 січня 2020 року Законом про Європейський Союз (Вихід) 2018 року, хоча його дію було «збережено» відповідно до положень Закону Європейського Союзу (Про вихід) 2020 року. Це положення діяло з 31 січня 2020 року (коли Сполучене Королівство офіційно вийшло з Європейського Союзу) до кінця періоду імплементації Brexit 31 грудня 2020 року, коли «ощадливі» положення були автоматично скасовані.
Скасування цих останніх положень, що залишилися, припинило автоматичне включення до законодавства Сполученого Королівства всіх майбутніх законів ЄС (причому всі попередні закони ЄС було збережено та перенесено в законодавство Сполученого Королівства відповідно до Закону про Європейський Союз (вихід) 2018 року), а також більшості майбутніх рішень Суду ЄС. а також регламенти Митного Союзу Європейського Союзу, Єдиного Європейського Ринку, Спільної Сільськогосподарської Політики та Спільної Рибальської Політики, після 48 років у книзі статутів, поклавши кінець десятиліттям політичних дебатів і дискусій щодо конституційного значення Закон та його вплив на принцип парламентського суверенітету.

## Передумови
Коли в 1958 році виникли Європейські співтовариства (ЄС), Сполучене Королівство вирішило залишитися осторонь і замість цього приєднатися до альтернативного блоку ЄАВТ. Майже відразу британський уряд пошкодував про своє рішення, і в 1961 році разом з Данією, Ірландією та Норвегією Сполучене Королівство подало заявку на приєднання до трьох Співтовариств. Однак президент Шарль де Голль вважав британське членство троянським конем для впливу США і наклав на нього вето; всі чотири заяви були призупинені. Чотири країни повторно подали свої заявки в 1967 році, і французьке вето було знято з Жоржа Помпіду, який змінив де Голля в 1969 році. У 1970 році відбулися переговори про приєднання між урядом Сполученого Королівства, очолюваним консервативним прем’єр-міністром Едвардом Гітом, Європейські співтовариства та різні європейські лідери. Незважаючи на розбіжності щодо CAP і відносин Сполученого Королівства з Співдружністю Націй, умови були узгоджені. У жовтні 1971 року, після тривалих шестиденних дебатів у Палаті громад щодо законопроєкту про принцип приєднання, депутати проголосували 356–244 за приєднання до ЄС.
Для того, щоб Договір набув чинності після вступу до Співтовариств 1 січня 1973 року, а також для того, щоб Сполучене Королівство прийняло інституції ЄЕС і законодавство Співтовариства, потрібен був парламентський акт. Лише через три дні після підписання Договору законопроєкт про Європейські співтовариства, що складається лише з 12 статей, був представлений Палаті громад Джеффрі Ріппоном. Почав діяти Акт про Європейські Співтовариства, і 22 січня 1972 року Едвард Гіт підписав у Брюсселі Договір про приєднання. Данія та Ірландія також приєдналися до Співтовариства в той же день, 1 січня 1973 року, що й Сполучене Королівство; норвезький народ відмовився від членства на референдумі в 1972 році.

### Перше читання (палата громад)
26 січня 1972 року Джеффрі Ріппон, канцлер герцогства Ланкастер, представив законопроєкт про Європейські співтовариства в Палаті громад для першого читання.

### Друге читання (палата громад)
17 лютого 1972 року Палата громад проголосувала за законопроєкт у другому читанні (309–301) із невеликим відривом після трьох днів інтенсивних дебатів. Безпосередньо перед голосуванням прем'єр-міністр Едвард Гіт аргументував свою правоту в дебатах такими словами.
|  | Право шановний. Сьогодні вдень джентльмену дозволили виголосити довгу промову, як він хотів, і я не збираюся зараз його переривати. Я вважаю, що наші друзі вважали б незрозумілим, якби ми розірвали угоду — ту саму угоду, над досягненням якої ми боролися більше десяти років. Зрозуміло, що протягом наступних років вони запитуватимуть, чи можна довіряти ролі Сполученого Королівства в будь-яких майбутніх міжнародних угодах. Наш вплив на світові монетарні та торгові дискусії буде знищено. Ці питання будуть вирішувати США, Європейське співтовариство та Японія. Спільнота не розпалася б, якби ми втекли. Воно зазнало б гіркого шоку, але вижило б і піде далі. Але Британія не виграє від досягнутого прогресу. Я мав справу з багатьма основними питаннями, порушеними під час дебатів. Зараз я зупинюся на одній справі. Як відомо Палаті представників, я завжди вважав, що наше процвітання та наш вплив у світі виграють від членства. Донедавна я вірив, що ми можемо досить добре продовжувати працювати назовні, але тепер я вірю, що з розвитком світових справ і швидкістю, з якою вони рухаються, лише Британії ставатиме все важче. Зіткнувшись із такою перспективою змін, я не вірю, що будь-який прем’єр-міністр міг би прийти до цієї палати і сказати: «Ми забезпечили шанс приєднатися до Європейського співтовариства; ми підписали Договір про приєднання; у нас є можливість повноправного членства. ; але тепер я раджу цьому дому викинути їх». Я не вірю, що будь-який прем'єр-міністр міг би це сказати, і з того, що я сказав, випливає, що цей законопроєкт не є розкішшю, від якої ми можемо відмовитися, якщо буде потреба. Основною політикою трьох послідовних урядів, незалежно від партії, і всіх трьох основних партій у цьому Палаті було те, що Сполучене Королівство повинно приєднатися до Європейських Співтовариств, якщо можна буде досягти відповідних домовленостей. У жовтні минулого року палата переважною більшістю голосів вирішила в принципі, що Сполучене Королівство повинно приєднатися до Співтовариства на основі домовленостей, узгоджених моїм правочестним. і вчений друг канцлер герцогства. Будь-який уряд, який згодом не зміг би надати законодавчої сили цьому чіткому рішенню цієї палати, відмовився б від своїх обов’язків. Я повинен сказати Палаті представників, що ми з колегами одностайні в тому, що уряд не може відмовитися від своїх обов’язків у цьому питанні. Тому, якщо цей Палата не погодиться на друге читання законопроєкту сьогодні ввечері і таким чином відмовиться надати законодавчої сили своєму власному принциповому рішенню, прийнятому переважною більшістю менш ніж чотири місяці тому, мої колеги та я одностайні, що в цих обставин цей парламент не може розумно продовжувати. Я закликаю шановний. Депутати виконати чітке принципове рішення, прийняте 28 жовтня минулого року, і віддати свої голоси для другого читання цього законопроєкту. |

Законопроєкт передано на розгляд комітету перед третім читанням.

### Третє читання (палата громад)
Під час цього обговорення в Палаті громад депутати відзначили, що уряд структурував законопроєкт про Європейські співтовариства таким чином, щоб парламент міг обговорювати технічні питання про те, як відбуватиметься введення в дію договору (як Сполучене Королівство приєднається до Європейських співтовариств), але не міг обговорювати сам договір про приєднання та засудив цю жертву суверенітетом парламенту бажанню уряду приєднатися до європейського проєкту.
13 липня 1972 року Палата громад проголосувала 301–284 за законопроєкт у третьому й останньому читанні перед тим, як передати його до Палати лордів. Перед тим, як відбулося голосування, Джеффрі Ріппон (який розробив законопроєкт) сперечався в Палаті громад безпосередньо перед голосуванням:
|  | Мій правий шановний. і вчений друг, лорд-адвокат, розглянув це питання в комітеті. Це типове допотопне втручання противника законопроєкту. Побудова об’єднаної Європи була метою британської зовнішньої політики, яку проводили змінювані уряди протягом багатьох поколінь, і вона випливає, як Палата має визнати, з визнання того, що навіть на піку нашої могутності та впливу в 19 столітті ми могли б не дозволяти собі дотримуватися політики самоізоляції. Зазвичай я хочу процитувати містера Гладстона, але в цьому випадку лорд Солсбері може бути більш доречним. Він сказав: «Ми належимо до великої спільноти націй, і ми не маємо права ухилятися від обов’язків, які покладають на нас інтереси Співтовариства… Ми є частиною європейської спільноти, і ми повинні виконувати свій обов’язок як такі». Лорд Солсбері сказав це в Кернарвоні 11 квітня 1888 року, і містер Гладстон сказав те саме. Я вірю, що 1 січня 1973 року ми крокуватимемо в Європу. Ми займемо належне нам місце в радах Європи. Ми будемо конкурувати і робитимемо внесок. |

Потім законопроєкт перейшов до Палати лордів.

### Королівська згода, ратифікація та набуття чинности
Акт отримав королівську згоду 17 жовтня, а документ Сполученого Королівства про ратифікацію Договору про приєднання було передано на зберігання наступного дня уряду Італії (традиційний власник договорів Європейських Співтовариств), як того вимагає Договір. Оскільки Договір вказав дату набрання чинності 1 січня 1973 року (у статті 2), а Акт вказав лише «дату вступу» для своїх дій, Акт і Договір набули чинності 1 січня 1973 року, коли Сполучене Королівство офіційно стало державою-членом Європейські співтовариства (згодом Європейський Союз) разом з Данією та Республікою Ірландія.

## Акт

Закон був найважливішим конституційним законодавчим актом, прийнятим урядом Гіта в 1970–1974 роках.

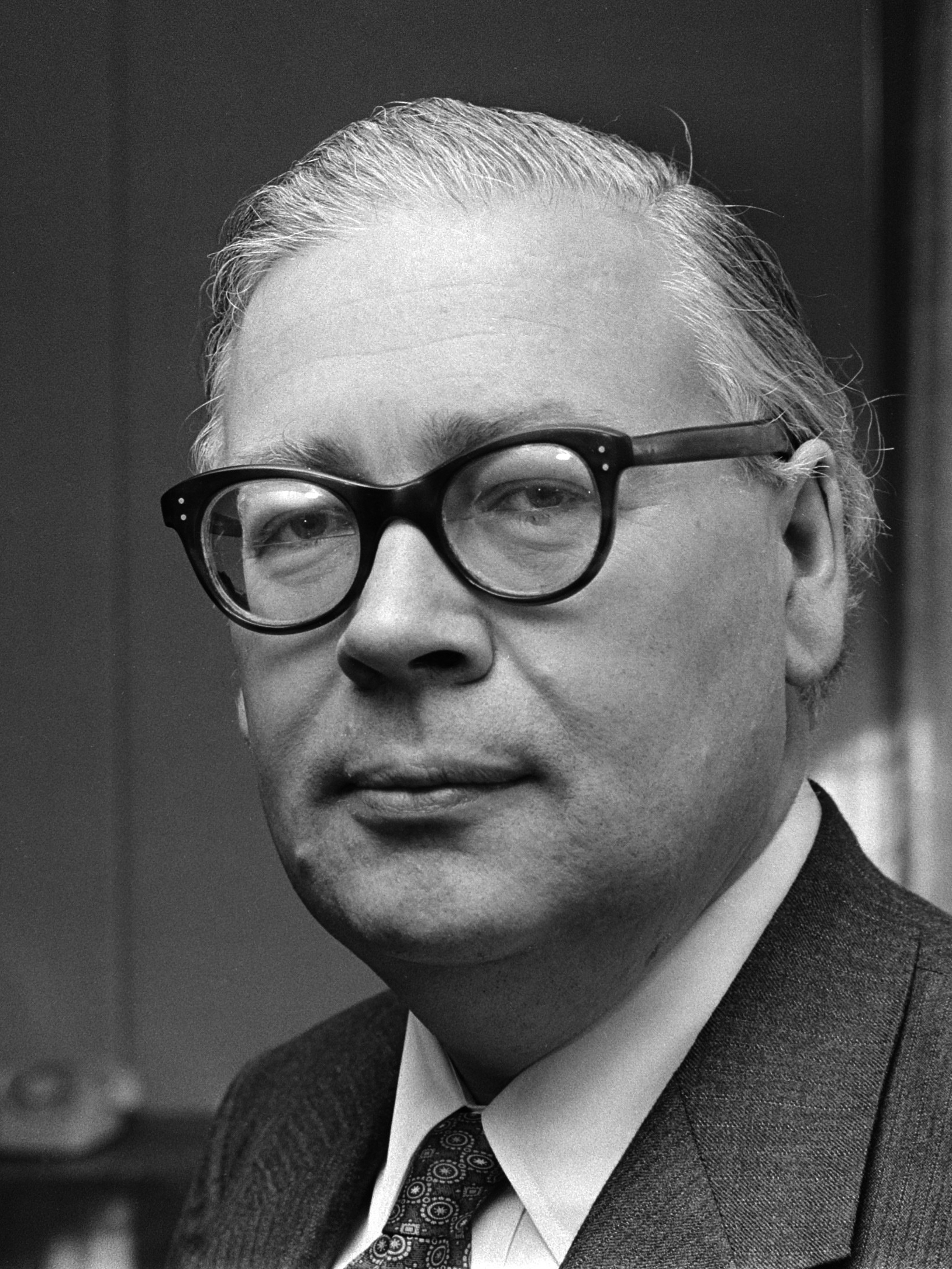
Джеффрі Ріппон був відповідальним за розробку закону 1972 року, який прийняв Великобританію до тогочасних Європейських співтовариств (які згодом стали Європейським Союзом).

Акт про Європейські Співтовариства був інструментом, за допомогою якого парламент Великої Британії вніс зміни, передбачені Договором про приєднання, за яким Сполучене Королівство приєдналася до Європейського Союзу (тоді відомого як Європейські Співтовариства). Акт, прийнятий у його первісному вигляді, був, зважаючи на його конституційне значення, напрочуд коротким і містив лише дванадцять пунктів.

### Право співтовариства (право ЄС)
Закон зробив історичне правове положення, включивши та обов’язкове право Співтовариства (згодом право Європейського Союзу) та рішення Європейського суду у внутрішнє законодавство Сполученого Королівства разом із його acquis communautaire і його положення та директиви. Фактично це законодавство перетворило право Співтовариства (право ЄС) на іншу форму права Сполученого Королівства. Положення для цього були викладені в розділі 2, який гласить:
2. Загальне виконання Договорів
(1) Усі такі права, повноваження, зобов’язання, обов’язки та обмеження, які час від часу створюються або виникають відповідно до Договорів, а також усі такі засоби правового захисту та процедури, які час від часу передбачені Договорами або згідно з Договорами, відповідно до Договори без подальшого введення в дію, яким надається юридична сила або використовуються у Сполученому Королівстві, повинні визнаватися та бути доступними в законі, а також виконуватись, дозволятися та дотримуватися відповідно ; а вираз «право Співтовариства, яке має позовну силу» та подібні вирази слід читати як посилання на те, до якого застосовується цей підрозділ.
(2) Відповідно до Додатку 2 до цього Закону, у будь-який час після його ухвалення Її Величність може наказом у Раді, а будь-який призначений міністр або департамент може постановити положення:
(а) з метою виконання будь-яких зобов’язань Сполученого Королівства перед Співтовариством або забезпечення виконання будь-яких таких зобов’язань, або забезпечення реалізації будь-яких прав, якими користується або має користуватись Сполучене Королівство згідно з або в силу Договорів; або(б) з метою розгляду питань, що виникають або пов’язані з будь-яким таким зобов’язанням чи правами, або набуттям чинності або час від часу виконанням підрозділу (1) вище;
і під час виконання будь-яких повноважень чи обов’язків, передбачених законом, включаючи будь-які повноваження давати вказівки чи приймати закони за допомогою наказів, правил, положень чи інших підлеглих документів, особа, на яку покладено повноваження чи обов’язки, може мати на увазі цілі Співтовариств і на будь-які подібні зобов'язання або права, як зазначено вище.

 У цьому підрозділі «призначений міністр або департамент» означає такого міністра Корони або урядовий департамент, який може час від часу призначатися наказом у Раді щодо будь-якої справи або з будь-якою метою, але з урахуванням таких обмежень або умов (якщо такі є), як це може бути визначено наказом у Раді.
Відповідно до розділу 2(2) урядові міністри Великої Британії дозволяли ухвалювати нормативні акти для транспонування Директив ЄС (тоді законодавство Співтовариства) та рішень Європейського Суду Справедливості в законодавство Великої Британії. Сам Договір говорить, що країни-члени погоджуватимуться з існуючими та майбутніми рішеннями Європейських Співтовариств. Суди Сполученого Королівства тлумачать Акт і Договір про приєднання як такі, що надають перевагу праву ЄС над внутрішнім законодавством Сполученого Королівства.

### Європейське економічне співтовариство (ЄЕС)
Закон узаконив приєднання Сполученого Королівства до Європейського економічного співтовариства (ЄЕС), яке на той час було основною міжнародною організацією трьох Співтовариств (більш відомого на той час як Спільний ринок), і включив свої правила та положення до внутрішнього права Сполученого Королівства.

### Європейське об'єднання вугілля та сталі (ЄОВС)
Закон закріпив приєднання Сполученого Королівства до Європейського об’єднання вугілля та сталі (ЄОВС) і включив його норми та норми до внутрішнього законодавства Сполученого Королівства.

### Європейське співтовариство з атомної енергії (ЄАЕС або Євратом)
Закон закріпив приєднання Сполученого Королівства до Європейського співтовариства з атомної енергії (ЄАЕС або Євратом) і включив його норми та норми до внутрішнього законодавства Сполученого Королівства.

### Спільна аграрна політика
Закон передбачав повну участь Сполученого Королівства у Спільній сільськогосподарській політиці та повністю включив політику у внутрішнє законодавство Сполученого Королівства. Він заснував Раду з питань втручання в сільськогосподарську продукцію. Він скасував попередні частини внутрішнього законодавства Сполученого Королівства, щоб дозволити це.

### Спільна рибальська політика
Закон передбачив повну участь Сполученого Королівства у Спільній рибальській політиці та повністю включив політику у внутрішнє законодавство Сполученого Королівства.

### Митний союз
Закон передбачав включення та повну участь Сполученого Королівства в рамках Митного Союзу Європейського Союзу (тоді Митного Союзу Співтовариства) у внутрішньому законодавстві, а також застосування європейського загального зовнішнього тарифу до всіх товарів, які надходять у Сполучене Королівство з за межами Європейських Співтовариств. Закон скасував великі розділи попереднього національного законодавства Сполученого Королівства, щоб дозволити це.

## Дія та примат права ЄС/ЄС
Примат і пряма дія законодавства ЄС не мають формальної основи в установчих договорах союзу, але були розроблені Європейським судом справедливості (ЄС) задовго до вступу Сполученого Королівства на тій підставі, що мета договорів буде перешкоджати якби право ЄС було підпорядковане національному праву. Суд ЄС вважає, що будь-яка норма права ЄС має пріоритет над національним законодавством, включаючи національні конституції. Більшість національних судів, включаючи суди Сполученого Королівства, не сприймають цю моністичну точку зору.  Примат права ЄС у Сполученому Королівстві під час його членства випливає з Закону про Європейські Співтовариства в розділі 2 (4), який звучить так:
(4) Положення, яке може бути прийнято відповідно до підрозділу (2) вище, включає, відповідно до Додатку 2 до цього Закону, будь-яке таке положення (будь-якого такого обсягу), яке може бути прийняте актом парламенту, а також будь-який законодавчий акт, прийнятий або прийнятий прийняті, крім тих, що містяться в цій частині цього Закону, тлумачаться та набувають чинності відповідно до вищезазначених положень цього розділу; але, за винятком випадків, передбачених будь-яким Актом, прийнятим після цього Акту, Додаток 2 має чинність у зв’язку з повноваженнями, наданими цим і наступними розділами цього Акту, для видання наказів у Раді та нормативних актів.
Британська конституція базується на парламентському суверенітеті та має дуалістичний погляд на міжнародне право : міжнародні договори не стають частиною внутрішнього законодавства Сполученого Королівства, якщо вони не включені до законодавства Сполученого Королівства актом парламенту. Це означає, що в разі скасування Закону будь-який закон ЄС (якщо його не було перенесено в британське законодавство) на практиці стане недійсним у Сполученому Королівстві та Гібралтарі, а повноваження, делеговані Законом установам ЄС, повернуться до парламент Сполученого Королівства. Консервативно-ліберально-демократична коаліція намагалася чітко озвучити це як закон у Сполученому Королівстві шляхом включення «застереження про суверенітет» до Акту про ЄС 2011 року, який був прийнятий парламентом Сполученого Королівства, коли Сполучене Королівство ще була членом ЄС. стан.

### Factortame
У справі Палати лордів Factortame лорд Брідж підтвердив, що розділ 2(4) ECA фактично автоматично вставляє віртуальне (неявне) положення до всіх законів Сполученого Королівства, що вони повинні автоматично не застосовуватися, якщо вони суперечать європейському законодавству. Це дехто бачить  як відхід від англійської конституційної доктрини Вестмінстерського парламентського суверенітету, як це було і розумілося традиційно.

## Втрата чинности
Сполучене Королівство проголосувало за вихід із Європейського Союзу на референдумі про ЄС 2016 року, який відбувся 23 червня 2016 року, і згодом виникли припущення, що акт буде або скасовано, або змінено.  У жовтні 2016 року прем’єр-міністр Тереза Мей пообіцяла «Великий законопроєкт про скасування», який скасовує Акт 1972 року та імпортує його норми до законодавства Сполученого Королівства, починаючи з дати виходу Британії; потім положення можуть бути змінені або скасовані в кожному конкретному випадку.
13 липня 2017 року в Палаті громад був представлений законопроєкт про вихід з Європейського Союзу. Він був ухвалений парламентом 20 червня 2018 року та отримав королівський дозвіл 26 червня 2018 року. Акт про Європейський Союз (Вихід) 2018 року передбачає скасування Акту про Європейські співтовариства 1972 року під час виходу Сполученого Королівства з ЄС, 29 березня 2019 року о 23:00. Однак у білій книзі від липня 2018 року уряд оголосив про свій намір внести зміни до Закону про вихід, щоб передбачити продовження дії ECA до кінця «перехідного періоду» (31 грудня 2020 року, станом на липень 2018), таким чином дозволяючи У цей період продовжуватиме діяти законодавство ЄС. Це було досягнуто, коли в січні 2020 року було прийнято Закон про Європейський Союз (Угода про вихід) 2020 року, який «зберіг» дію ECA до кінця періоду імплементації, запланованого на 31 грудня 2020 року, перш ніж його було автоматично скасовано.